# Briggsiopsis delavayi
Briggsiopsis es un género monotípico de plantas  perteneciente a la familia Gesneriaceae. Su única especie: Briggsiopsis delavayi (Franch.) K.Y.Pan, es originaria de China.

## Descripción
Es una planta herbácea rizomatosa , sin tallo o tallo corto y simple, con pocas hojas , basales; con vellosidades en las láminas foliares , base redondeada a cordada . Las inflorescencias son laxas , axilares , en cimas con 1-3- flores y dos brácteas. Cáliz actinomorfo . El fruto en cápsula oblicua en relación con el pedicelo, oblonga y dehiscente .

## Taxonomía
Briggsiopsis delavayi fue descrita por (Franch.) K.Y.Pan y publicado en Acta Phytotaxonomica Sinica 23(3): 217–219, pl. 1. 1985.
Etimología
Briggsiopsis:nombre genérico compuesto por el nombre del género Briggsia y el sufijo griego όψις, -opsis = "parecido".
delavayi: epíteto otorgado en honor del botánico y misionero francés, Pierre Jean Marie Delavay.
Sinonimia
- Briggsia beauverdiana  (H.Lév.) Craib
- Briggsia delavayi (Franch.) Chun
- Didissandra beauverdiana H. Lév.
- Didissandra delavayi Franch.[2][3]